# Ofensiva da Barragem de Tishrin
A Ofensiva da Barragem de Tishrin, também referida como a Ofensiva a Sul de Kobanî, foi uma operação militar lançada pelas Forças Democráticas Sírias (FDS) no nordeste da província de Alepo para capturar a Barragem de Tishrin e a zona rural a sul de Kobanî ao Estado Islâmico do Iraque e do Levante (EIIL). A CJTF-OIR, coligação liderada pelos Estados Unidos, apoiou a ofensiva das FDS ao efectuar 26 ataques aéreos em alvos do Estado Islâmico.

## Ofensiva

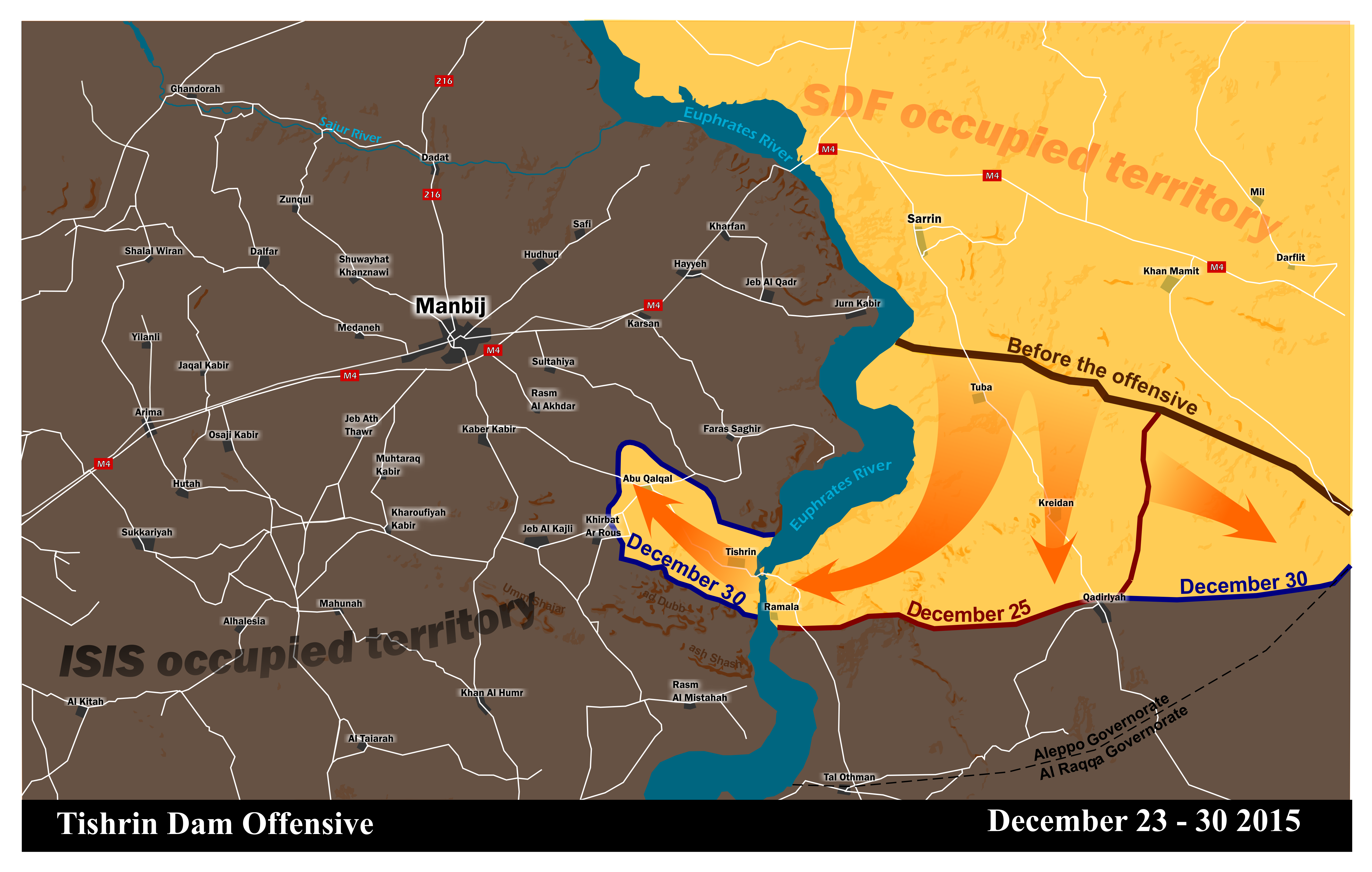
Progresso da ofensiva

A 23 de dezembro, o comando geral das Forças Democráticas Sírias anunciou oficialmente o início da ofensiva, com o objectivo de "libertar todos os territórios a sul do cantão de Kobanî que estão a ser ocupadas por elementos do grupo terrorista conhecido por Daesh (EIIL)."
Em 24 de dezembro, as FDS capturou as localidades de Sahrij, Al Jabal, Abaydad, Al Mansia, Sajjadi, Dandoshan, Birdan e mais de 15 zonas agrícolas a sul da cidade de Sarrin, localidade que tinha sido capturado no verão de 2015 pelas Unidades de Proteção Popular (YPG) e pelo Exército Livre Sírio (ELS) na Batalha de Sarrin. 14 combatentes do EIIL e 2 combatentes das FDS morreram durante os confrontos.
A 25 de dezembro, as Forças Democráticas Sírias capturaram as localidades de Bojakh, Hafyan, Munsiye, Sofayte, Saqit, Dahr Al-Faraj e as zonas rurais em seu redor ao EIIL. Durante um raide nocturno, 12 membros do EIIL foram mortos. Por esta altura, as FDS tinham conseguido capturar 16 quilómetros ao longo da zona oriental do Rio Eufrates.
No dia 26 de dezembro, as FDS conseguiram capturar a Barragem de Tishrin e as localidades de Bir Shumal, Bir Bagar, Abdilkiye, Tal Banat, Khishkhash, Al-Wesi e Miwelih. As Forças Democráticas Sírias mataram 5 combatentes do Estado Islâmico e conseguiram capturar 8 combatentes. Cerca de 50 localidades foram capturadas pelas FDS ao Estado Islâmico.
A 27 de dezembro, as FDS avançaram sobre o lado ocidental do rio Eufrates e capturaram as cidades de Tishrin e Sakaniya, com pelos menos 15 combatentes do EI a morreram durantes os confrontos. No mesmo dia, o Estado Islâmico executou quatros jovens em Manbij que foram acusados de serem membro das FDS.

Em 30 de dezembro, o comando geral das FDS declarou o fim da ofensiva para libertar as áreas a sul do cantão de Kobanî. As Forças Democráticas Sírias capturaram mais de 100 localidades, a Barragem de Tishrin, uma área de 640 quilómetros quadrados e mataram 219 combatentes do EI, de acordo com um informativo emitido pelas FDS. Outros 100 combatentes do EI morreram por causa dos ataques aéreos da coligação liderada pelos EUA. 7 membros das FDS e 2 membros das Asayish (polícia do Curdistão Sírio) morreram durante a operação.